# Mitteldeutscher Flakgürtel

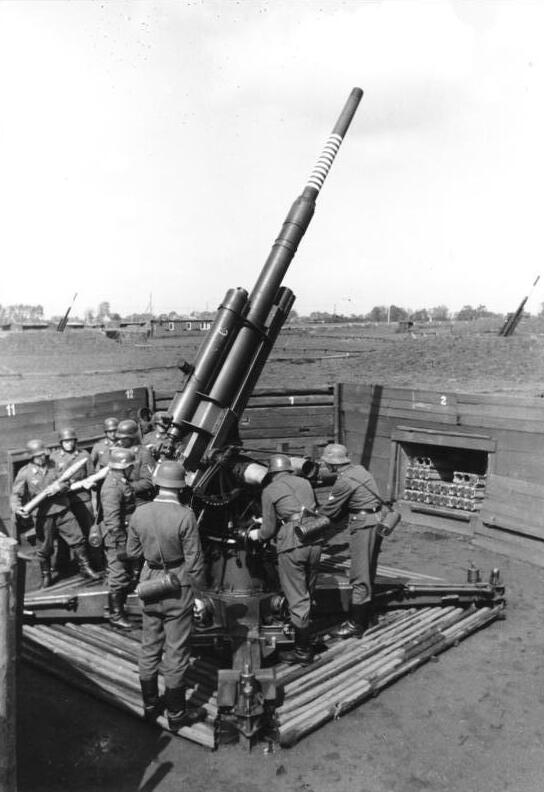
8,8-cm-Flak-Batterie 1943

Der Mitteldeutsche Flakgürtel war ein ab Ende der 1930er errichtetes und 1944 stark erweitertes System schwerer Flakbatterien im Zweiten Weltkrieg, das zum Schutz der Chemieregion Halle, Merseburg, Zeitz und Leipzig vor alliierten Luftangriffen errichtet wurde.

## Aufbau und Lage
Der Mitteldeutsche Flakgürtel bestand 1944 aus etwa 1100 schweren Flakgeschützen, was knapp der Hälfte der insgesamt in der Wehrmacht verfügbaren schweren Flakgeschütze entsprach, und mehreren hundert leichten Flakgeschützen sowie den dazugehörigen Scheinwerfer-, Such- und Feuerleitradarstellungen. Zusätzlich wurden drei Eisenbahnflakzüge mit 24 Geschützen im Kaliber 12,8 cm eingesetzt. Stationär betrieben wurden 8,8-cm-Flak 18/36/37, 8,8-cm-Flak 41, 10,5-cm-Flak 38, 12,8-cm-Flak 40 und 12,8-cm-Flak-Zwilling 40 gegen Bomber sowie leichte Flak im Kaliber 2 cm und 3,7 cm gegen Tiefflieger. 
Der Flakgürtel führte in einem Bogen von Halle über Merseburg und Zeitz bis nach Leipzig, wobei die Städte und Industriegebiete komplett von Flakbatterien umschlossen waren. Die Gegend um die Leunawerke, die Buna-Werke und das Mineralölwerk Lützkendorf wurden zum Schutz vor der alliierten Luftoffensive auf die deutsche Treibstoffindustrie ab Mai 1944 beispielsweise mit insgesamt etwa 550 Geschützen abgesichert. Dazu zählten 19 Flakbatterien inklusive der Großkampfbatterie Schortau mit 36 Geschützen sowie zwei Eisenbahnflakzüge in Großkorbetha und Wermsdorf bei Braunsbedra. In den einzelnen Flakstellungen befanden sich teilweise bis zu 40 Geschütze aller Kaliber.
Kurz vor Kriegsende wurden die Flakgeschütze, unter hohen Verlusten unter den Bedienmannschaften, gegen anrückende alliierte Bodentruppen und Panzerverbände eingesetzt, was auf alliierter Seite ebenfalls zu hohen Verlusten führte und das Vorrücken für über eine Woche verzögerte. Die deutschen Verluste betrugen nach amerikanischen Angaben im April 1945 über 9000 Gefangene, 505 Geschütze der Kaliber 8,8 cm, 10,5 cm, 12,8 cm und eine große Anzahl leichte Flak. Die Anzahl der deutschen Gefallenen und Verwundeten sind unbekannt. Die Stellungen wurden später aufgegeben und die Geschütze teilweise gesprengt. Die Reste des Mitteldeutschen Flakgürtels bzw. der Flakstellungen finden sich heute noch in Form von massiven Betonfundamenten und Befestigungsstrukturen in der gesamten Region. Aufgrund der Lage wurden ehemalige Flakstellungen später bis in die 1960er Jahre vereinzelt mit Luftbeobachtungsbunkern der Zivilverteidigung der DDR überbaut.

## Wirkung

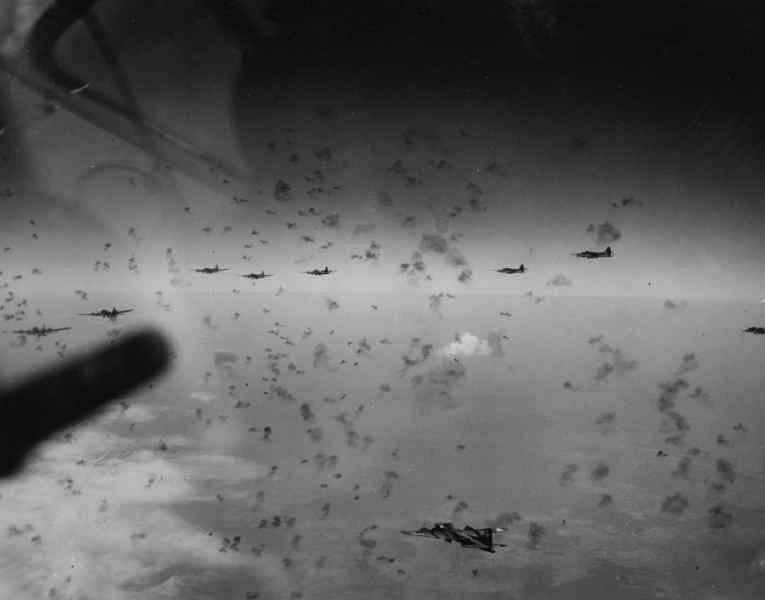
Beschuss von B-17 Flying Fortress der 457th Bombardment Group durch die Flugabwehr nahe Merseburg 1944

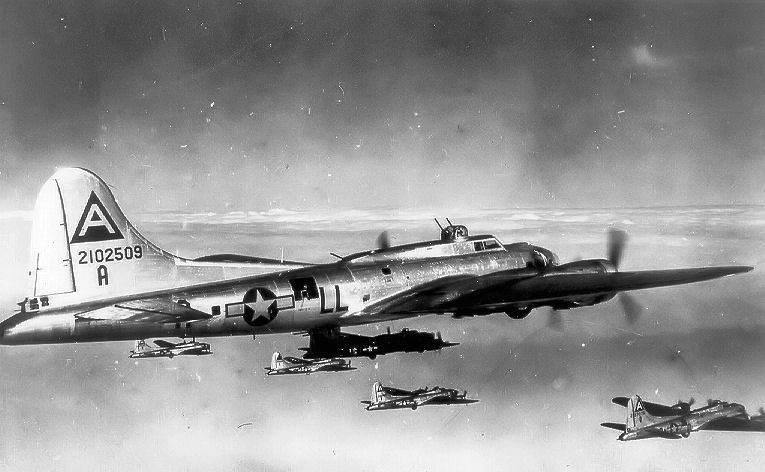
Aufnahme der am 20. Juli 1944 bei Leipzig durch Flak abgeschossenen B-17 The Liberty Run der 401st Bomb Squadron

Das Mitteldeutsche Chemiedreieck in seiner damaligen Ausdehnung war neben dem Ruhrgebiet und Berlin die am stärksten durch Flugabwehr verteidigte Region. Die Abdeckungen der Zielgebiete des Mitteldeutschen Flakgürtels überlappten sich gegenseitig so, dass es möglich war, die Region lückenlos mit Flakfeuer gegen die zumeist aus Norden oder Südwesten anfliegenden alliierten Bomberverbände zu schützen.  Die theoretisch maximale Schusshöhe betrug 14.800 m. Der Anteil der Abschüsse durch die Flak des Mitteldeutschen Flakgürtels zwischen 1942 und 1945 war laut einer Statistik genauso hoch wie durch deutsche Jagdflugzeuge im selben Zeitraum. Laut Colonel Davis, Angehöriger der Eighth Air Force, waren 1943 etwa ein Drittel der Verluste auf die Wirkung von deutschen Flugabwehrkanonen zurückzuführen. Nach einer Verstärkung des Flakgürtels stieg dieser Anteil 1944 und 1945 auf zwei Drittel.
Unabhängig von taktischen Erfolgen der Flugabwehr am Mitteldeutschen Flakgürtel litten die alliierten Bomberbesatzungen, aber auch die Soldaten und ab 1944 die 15- bis 17-jährigen Luftwaffenhelfer auf deutscher Seite an verschiedenen psychischen Traumata.

„Am 2. November 1944 griffen mehrere US-Bomberverbände das Ammoniakwerk Merseburg an. Die anfliegenden Bomberpulks, lautes Flugmotorengedröhn, explodierende Flakgranaten, dutzende sich kreuzende Rauch- und Kondensstreifen, Bombenrauschen und Explosionen, mit einem Pfeifton herabfallende Granatsplitter, ätzende Nebelschwaden, Bombenfehlwürfe in den angrenzenden Feldern und das Abschusskrachen der Geschütze machten Himmel und Erde für uns wie zum Eingang einer von Menschen geschaffenen Hölle. Unser erster Einsatz. Wir fühlten uns hilflos und verloren.“

„Wenn ich tausend Jahre alt werde, könnte ich nie vergessen was ich heute erlebt habe, sondern würde mir wünschen, ich könnte. Merseburg, Deutschland, 12 Meilen westlich von Leipzig. Ich hatte noch nie ein so fürchterliches Erlebnis – ich glaube, es war ein Ding der Unmöglichkeit. Flak, sehr, sehr schwer und sehr, sehr genau für 25 Minuten am Ziel – ein schrecklicher Anblick – eine massive Wand. Der Himmel war schwarz wie die Nacht. So als könnte nichts durchscheinen. 22 Flaklöcher in unserem Flugzeug. Wir konnten der Flak nicht ausweichen – sie war überall. Wenn es wieder wie heute wird, würde ich mich lieber erschießen als zurückzukehren. Von nun an fliege ich, weil ich muss, nicht weil ich will.“

Bomberbesatzungen auf alliierter Seite prägten nach Einsätzen Begriffe wie „Flak Hell Leuna“ (Flak-Hölle Leuna) und „Mercilessburg“ (Gnadenlosburg) oder „Murderburg“ (Mordburg) für die Stadt Merseburg. Der massive Flak-Beschuss und die darauf folgende Hilflosigkeit, weil man sich nicht verteidigen konnte, führte bei den Flugzeugbesatzungen zu psychischen Traumata, die die Alliierten als „Flak Happiness“ bezeichneten.